# Until The End Of Time
Until The End Of Time — четвёртый альбом немецкой группы The Twins, играющей в жанре электронной музыки, выпущенный в 1984 году. Название альбома совпадает с заглавной песней.

## Список композиций
1. I Fell For You (04:38)
2. The Game Of Chance (06:57)
3. In My Broken Dream (03:58)
4. Until The End Of Time (05:01)
5. I Need You (06:20)
6. Love In The Dark (05:58)
7. Deep Within My Heart (04:04)
8. Fantasy (03:56)
9. Talk To Me (03:31)
10. The Time Lords (04:56)

## Синглы
Из альбома были выпущены синглы: «The Game Of Chance», «Deep Within My Heart» и «Love In The Dark». Последняя практически стала «визитной карточкой» группы, так как является самой часто звучащей песней The Twins на дискотеках 80-х и в радиоэфире.

## Дополнительная информация
В 1995 году альбом был цифрово ремастирован и с разрешения Hansa/BMG переиздан на CD лейблом группы The Twins — «Passion Factory Records».